# Věnec (hradiště)
Věnec je pravěké hradiště na stejnojmenném vrchu dva kilometry jihovýchodně od Zálezel v okrese Prachatice. Postaveno bylo v pozdní době halštatské až časné době laténské. Pozůstatky hradiště jsou chráněny jako kulturní památka.

## Historie
První zmínka o hradišti pochází z roku 1840 a nachází se v díle Johanna Gottfrieda Sommera. Ve druhé polovině devatenáctého století lokalitu zkoumal Jan Nepomuk Woldřich a J. V. Želízko, ale většina informací pochází z archeologického výzkumu, který zde v letech 1919–1920 provedl Bedřich Dubský. Ten odkryl kulturní vrstvu se zlomky keramiky a drobných kovových předmětů, včetně části bronzového opasku z 6. až 5. stol. př. n. l.  Na jejich základě se předpokládá, že opevnění hradiště bylo postaveno v pozdní době halštatské až časné době laténské, ale místo bylo využíváno i na sklonku doby laténské. Už v době kamenné však na Věnci bývalo výšinné sídliště.
Funkce hradiště je nejistá. Malá množství nalezených předmětů svědčí pouze o jeho příležitostném využívání a poloha v řídce osídlené oblasti nenasvědčuje obrannému významu. Vzhledem k délce opevnění by se hradiště navíc jen těžko bránilo. Podle různých hypotéz tak mohlo ohrazené místo sloužit ke kultovním účelům nebo jako obchodní, reprezentační či sjednocující centrum. Jiné zdroje uvádějí, že zde bylo trvalé osídlení a že zde sídlili Keltové.

## Stavební podoba
Hradiště se nachází v Šumavském podhůří na vrcholové části vrchu Věnec s nadmořskou výškou 765 metrů. Jeho rozloha je asi osm hektarů a délka obvodového opevnění dosahuje asi 1530 metrů. Dominantou je 270 metrů dlouhý pás přerývané skalní stěny na severní straně vrchu, jejíž kolmá výška se pohybuje od deseti do patnácti metrů. Vymezuje severní stranu akropole, jejíž obvodový val je na zbývajících stranách až deset metrů vysoký a 280 metrů dlouhý. Jiné zdroje uvádějí, že výška kamenného valu je max. 4 až 5 metrů a že hradiště na severní straně vymezuje skalní stěna, která je vysoká 10 až 15 metrů. Akropole se rozkládá na ploše cca 0,5 ha. Vstup do akropole se nachází na jižní straně. Klešťovitá brána popisovaná v některých publikacích není v terénu patrná a dochovaná podoba vstupu je výsledkem novověkých úprav usnadňujících svážení dřeva. V prostoru akropole bylo v novověku vybudováno turistické zázemí (ohniště, lavičky, opěrné zídky) a přírodní pramen při úpravách získal podobu studny.
Vnější val, který vymezuje jihozápadní část hradiště, je na západní straně v délce asi 160 metrů zdvojený. Odděluje také rozsáhlou východní a severní část, jejíž val byl částečně poškozen při lesnických pracích. Podoba původní hradby je nejasná, ale je pravděpodobné, že její těleso tvořil val z nasucho kladených kamenů, zpevněný na vnější straně lícovanou zdí. Rozsah valu se mění podle reliéfu: v lépe přístupných místech je val mohutnější.

## Přístup
Hradiště je volně přístupné. Vnějším opevněním vede modře značená turistická trasa z Hradčan k železniční zastávce Lčovice na trati Strakonice–Volary. Přímo na vrchol Věnce s akropolí vede odbočka z červeně značené turistické trasy ze Zálezel do Budilova.